# Gyüre Zsolt
Gyüre Zsolt (Budapest, 1945. február 6. —) – Ybl Miklós-díjas (1998) építész.

## Élete
1969-ben szerzett oklevelet a BME Építészmérnöki Karon, majd 1970 és 1972 között végezte el a Magyar Építőművészek Szövetsége Mesteriskoláját (jelenleg: ÉME Mesteriskola).

## Meghatározó dátumok, munkahelyek
- 1963: Érettségi – Toldy Ferenc Gimnázium, Budapest, I. ker.
- 1969: Diploma – BME Építészmérnöki Kar
- 1970 – 1972: Mesteriskola
- 1969 – 1977: Győri Tervező Vállalat[3] – tervezői, irányító tervezői beosztásban
- 1977 – 1992: – TTI – osztályvezetői, főosztályvezető helyettesi, igazgatói beosztásban
- 1992 – Gyüre Építésziroda Kft.
- 1993 – 1997: – Magyar Építészek Kamarája és Szövetségének alelnöke
- 1997 – 1999: – Magyar Építészek Kamarájának alelnöke

## Fontosabb építészeti munkái
- Győr belváros – rehabilitációs terv, megépült 4 db épülettel[4]
- Szentendrei Szabadtéri Néprajzi Múzeum (Skanzen) – 4000 m2-es központi épület, iroda,- és konferencia központ, múzeum és kiállító galéria[5]
- Budapest I., Kapucinus utca 16. – 12 lakásos „menedzserház”
- Budapest II., Lajos utca 26. – 5000 m2-es irodaház[6]
- Budapest VIII., Nagyfuvaros utca 8. – Pénzügyőrség garzonház
- Budapest Középső Ferencváros rehabilitációja Tűzoltó utca – Liliom utca – Tompa utca – Bokréta utca által határolt három tömb teljes rehabilitációja 21 új foghíjépület tervezésével és 11 épület felújításával
- Budapest X., Liget utca 5. – 40 lakásos lakóépület
- Budapest X., Harmat utca 131. – 59 lakásos lakóépület
- Budapest XI., Antenna Hungária és a DHL új központjának ipari épületegyüttesből átalakított irodaház rehabilitációja a Petzvál utca – Kocsis utca – Mohai utca – Bártfai utca által határolt tömbben
- Budapest XII., Kútvölgyi út 103/b-c. – 3x3 lakásos OTP lakóépület
- Budapest XII., Sün utca 8952/5 hrsz. – 3 lakásos lakóépület
- Budapest XII., Ormódi utca 10. – 5 lakásos lakóépület
- Budapest XII., Ada utca 5/a. és 5/c. – családi ház
- Budapest XII., Városkúti utca 20/b. – családi ház
- Budapest XII., Adonisz utca 3. – családi ház
- Budapest XVII., Géczy József utca 17. – családi ház
- Budapest XXI., Ady Endre utca 10-12. – 22 lakásos lakóépület

Építésztervezői munkássága mellett, 1980. és 1990. év között a panelos építési technológia felváltása érdekében, a lakásépítés fejlesztésével foglalkozó elméleti tevékenységet is folytatott. Budapest területén több kerület számára közel 30 városrendezési (urbanisztikai) tervet készített.

## Díjak, kitüntetések
- 1969 – Diplomadíj[7]
- 1975 – Mosonmagyaróvárért emlékérem[8]
- 1992 – Budapestért emlékérem „A Ferencvárosi tömbrehabilitáció színvonalas tervezéséért”
- 1998 – Fiabci nemzetközi ingatlanszakértői szövetség 1998 évi világverseny I. Díja[9] a város rehabilitáció kategóriában, a Budapest középső – Ferencváros: Tűzoltó u. – Liliom u. – Tompa u. – Páva utca által határolt tömb rehabilitációjáért
- 1998 – Ybl Miklós-díj kimagasló építészeti, város-rehabilitációs munkásságáért, valamint a magyar építészkamara létrehozásában kifejtett tevékenységéért
- 2003 – „az év építésze 2003 III. Díj” az ingatlan és befektetés című szaklap díja az újságírók szavazata alapján
- 2015 – Budapesti Építész Kamara Nívódíja Móricz Zsigmond téri „Gomba”[10]

## Országos tervpályázatok

### I. díj
- 1976 – Középfokú Közművelődési Könyvtár
- 1978 – Alagútzsalus lakóépületek fejlesztése
- 1978 – Nyíregyháza városközpont
- 1981 – Esztergom, Szent Tamás hegy beépítése
- 1985 – Lakókörnyezet továbbfejlesztése, Eger
- 1984 – Budapest, Középső Ferencváros rekonstrukció
- 1985 – Dunaújváros lakótelep
- 1987 – Kalászi tavak és környezetük kialakítása
- 1987 – Pilismarót Duna-part üdülőközpont
- 2001 – Budapest, VI. ker. Rózsa utcai „fecskeház”
- 2001 – Szentendre Skanzen 5000 m2-es iroda, konferencia és múzeum

### II. díj
- 1972 – Visegrád, Mátyás Király Múzeum
- 1974 – Pannonhalma községközpont rendezése
- 1975 – Velencei-tó északi üdülőterület rendezése
- 1985 – Budapest IV. ker. Árpád út és környékének rendezése
- 1985 – Baja városközpont beépítése
- 1986 – Budapest, Vizafogó II. rendezése
- 1987 – Házgyári épületek továbbfejlesztése
- 1987 – Miskolc, Csorbatelepi-tavak szabadidő központ
- 2000 – MTV új székház
- 2009 – Budapest, Móricz Zsigmond körtéri Gomba hasznosítása

III. DÍJ	
- 1977 – Budakeszi rendezési terve
- 2001 – Budapest-Csepel Szigetcsúcs

## Irodalmi források, hivatkozások
- Győr építészetét az első világháborútól a rendszerváltásig feldolgozó Modern Győr honlapja
- Gyüre Zsolt az Ybl Egyesület tagjai között

Magyar Építőművészet:
- 1969/1: Diplomadíj,
- 1972/2: Öregek otthona,
- 1972/4: Veszprém városközpont,
- 1973/1: Visegrádi Mátyás király múzeum,
- 1973/6: Gárdony üdülőterület,
- 1975/4: Velencei tó északi terület rekreációs központ,
- 1977/1: Közművelődési könyvtár,
- 1977/4: Minerva Motel Mosonmagyaróvár,
- 1987/4-5: Nívódíjas építészek 1986,
- 1992/2-3: Három tömb a Ferencvárosban,
- 1995/3: Középső Ferencvárosi rehabilitáció;

Építési Piac:
- 1998/8: Ferencváros tömb-rehabilitáció nemzetközi sikere;

Műszaki Tervezés:
- 1984/5: Lakás lakókörnyezet Bp. II. József-hegy rekonstrukciós feladata,
- 1992/5: Bp. Középső Ferencváros rehabilitáció,

Városépítés:
- 1972/4: Visegrád pályázat,
- 1975/1: Pannonhalma központ,
- 1975/4: Velencei tó;

Magyar Építőipar:
- 1985/5: Lakásépítések – törekvések – irányítás,
- 1986/1-2: Lakóépület foghíjbeépítés, Budapest;

Építés Felújítás:
- 1995 júl. – aug.: Antenna Hungária új központja;

Új magyar építőművészet:
- 1998/3: Ybl díjasok;

Lakáskultúra:
- 1994/7: Leányfalu családi ház;

Régi-Új Magyar Építőművészet:
- 2003/5: Irodaépület és néprajzi látványtár;

Magyar Építészet Referencia Könyve (Kortárs építészműhelyek Magyarországon) ISBN 9-63-219225-7:
- (2005 Unique Books) Gyüre építésziroda;

FIABCI International Real Estate Federation:
- Prix d' excellence 1998 Rehabilitacion of Ferencvaros block; Építési piac: 1998/5 A ferencvárosi tömb-rehabilitáció nemzetközi sikere;

Modern házak lakások:
- 2001/4: Falak ölelésében Bp. XII. ker. Ada u. 5/a;

Szép házak:
- 2005/2: Perbola árnyékában Bp. XVII. ker. Géczy J. u.17.;

Magyar Építész Kamara 2002-2003 évkönyv:
- Szentendre Szabadtéri Néprajzi Múzeum;

Magyar Építőművészet:
- 2003/5: Szentendre, Szabadtéri Néprajzi Múzeum, irodaépület és látványraktár,
- 1999/6: Revitál – Bp. II. Lajos u. 26-Bécsi u. 5

Ingatlan Befektetés
- 2003/5: Kőbánya, Liget u. 5 36 lakásos rehabilitáció,

Építész Közlöny
- 2009/12: Móricz Zsigmond körtér,
- 2010/5: Újpest Váci u. 121 Víztisztítómű tervpályázat,
- 2012/7: Bp. XIV. Rákospalota Városrészközpont építészeti ötletpályázat,
- 2015/3: Nívódíj 2015

Szép Házak
- 2013/6 (50-55 oldal): Tömegek szintbeli játéka,

Oktogon
- 2014/4: Szép, jó, igaz, a körtéren,

Arch
- 2014/12: Verejne priestori